# 华盛顿共识
华盛顿共识（英語：Washington Consensus），是1989年所出现的一整套针对拉丁美洲和东欧国家新自由主義的政治经济学理论，不少評論指此共識是美國作為支配歐洲和拉丁美洲經濟的手段。